# Jean Douchet

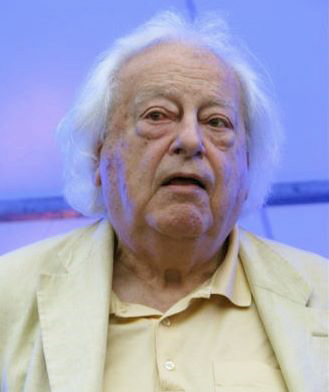
Jean Douchet

Jean Douchet (* 19. Januar 1929 in Arras, Département Pas-de-Calais; † 22. November 2019) war ein französischer Filmhistoriker, -kritiker und -regisseur. Gelegentlich trat er in Filmen befreundeter Cinéasten als Darsteller kleinerer Nebenrollen auf.

## Leben
Jean Douchet studierte Philosophie. Nach diesem Studium arbeitete er für verschiedene Filmzeitschriften, unter anderem ab 1958 für die Cahiers du cinéma. Er unterrichtete Filmgeschichte und Filmtheorie an der Pariser Filmhochschule IDHEC und verschiedenen anderen französischen Universitäten. Er arbeitete auch als Autor für filmdidaktische Filme, die für das Schulfernsehen gedreht wurden. Außerdem erstellte er für das Bonusmaterial von DVDs Filmanalysen, so unter anderem für die Filme The Big Heat (Heißes Eisen) von Fritz Lang und Die Sehnsucht der Veronika Voss von Rainer Werner Fassbinder. In der von Janine Bazin und André S. Labarthe produzierten TV-Reihe „Cinéma, de notre temps“ übernahm er einige Male den Part des Interviewers, so in den Filmen über Éric Rohmer, Claude Chabrol und die Schauspielerin Bernadette Lafont. Seit 1959 war Douchet als Darsteller kleinerer Nebenfiguren in Filmen von François Truffaut, Jean-Luc Godard, Jean Eustache, Patrice Chéreau und anderen zu sehen.

## Filmografie (Auswahl)

### Regisseur von Spielfilmen
- 1962: Le Mannequin de Belleville
- 1965: Episode Saint Germain des Prés in: Paris gesehen von... (Paris vu par…)
- 1969: Et crac!
- 1970: Le Dialogue des étudiantes

### Regisseur von TV-Sendungen zur Filmgeschichte
- 1967: Alexandre Astruc: L’Ascendant taureau
- 1996: Éric Rohmer, preuves à l’appui

### Darsteller
- 1959: Sie küßten und sie schlugen ihn (Les Quatre Cents Coups)
- 1960: Außer Atem (À bout de souffle)
- 1965: Episode Place de l’Étoile in: Paris gesehen von... (Paris vu par…)
- 1972: L’Autoportrait d’un pornographe
- 1973: Die Mama und die Hure (La Maman et la Putain)
- 1994: Die Bartholomäusnacht (La Reine Margot)

## Schriften
- (Gemeinsam mit Gilles Nadeau:) Paris cinéma: Une ville vue par le cinéma, de 1895 à nos jours. Éditions du May, Paris 1987, ISBN 2-90645015-4.
- L’art d’aimer. Erstausgabe. Cahiers du cinéma, Paris 1987, ISBN 978-2-86642053-6. Wiederveröffentlicht in der Reihe „Petite bibliothèque des Cahiers du cinéma“, Paris 2003, ISBN 978-2-86642367-4.
- Nouvelle vague. Fernand Hazan / Cinémathèque française, Paris 2004, ISBN 978-2-85025943-2.